# Arriva Charlie Brown
Arriva Charlie Brown (A Boy Named Charlie Brown) è un film del 1969 diretto da Bill Melendez. È il primo lungometraggio d'animazione tratto dal fumetto a strisce Peanuts di Charles M. Schulz. È stato distribuito in home video con il titolo Un bambino di nome Charlie Brown. A questo film seguì tre anni dopo Snoopy cane contestatore (1972).

## Trama
Quando la squadra di baseball di Charlie Brown perde la prima partita del campionato della stagione, lui si abbatte pensando che non vincerà mai nulla. Un giorno, mentre i ragazzi vanno a scuola, Lucy si burla di Charlie Brown suggerendogli di iscriversi a una gara scolastica di parole difficili (spelling nella versione originale). Linus lo incoraggia a partecipare nonostante gli scherni di Lucy, Violet e Patty.
Deciso a cambiare una volta per tutte lo stato delle cose, Charlie Brown trova il coraggio di partecipare alla gara e riesce a battere i suoi compagni di classe. Charlie Brown studia per il campionato scolastico cantando una canzone insieme a Linus, mentre Snoopy suona uno scacciapensieri. Durante la competizione del giorno successivo, il bambino ha un momento di titubanza, ma riesce a sbloccarsi grazie all'aiuto di Snoopy, che suona fuori dalla finestra dell'aula l'accompagnamento della canzone del giorno prima. Charlie Brown vince la gara e viene festeggiato da tutti i suoi compagni. Lucy si autoproclama sua agente e, successivamente, il ragazzo si vede costretto malvolentieri a recarsi a New York per la competizione nazionale. Prima della partenza, Linus gli regala la sua coperta come portafortuna.
In seguito, Linus soffre di astinenza dalla sua coperta, e si fa accompagnare da Snoopy a New York. I due trovano Charlie Brown nella sua stanza d'albergo, esausto per aver studiato molto, e che non si ricorda dove ha lasciato la coperta. Linus la cerca disperatamente in giro per la città, per poi tornare in albergo e trovare Charlie Brown mentre usa la coperta per lucidarsi le scarpe. Dopodiché, Linus e Snoopy assistono alla gara di Charlie Brown tra il pubblico, mentre gli altri loro amici la guardano in televisione da casa.
Tutti i concorrenti vengono uno dopo l'altro eliminati, finché non restano solo Charlie Brown e un altro bambino. Dopo aver azzeccato diverse parole, Charlie Brown viene eliminato per aver sbagliato il significato della parola "segugio", che è proprio la razza del suo cane (nell'originale compita la parola "beagle": B-E-A-G-E-L). Tornato a casa sconfitto, nonostante sia arrivato secondo, Charlie Brown non vuole più uscire di casa sentendosi demoralizzato e depresso. Ma Linus riesce a ridargli conforto dicendogli che nonostante abbia perso il mondo non è finito. Il bambino si veste per uscire di casa e vede gli altri bambini giocare, quando nota Lucy mentre gioca con un pallone da football (lo stesso che qualche giorno prima non era riuscito a calciare). Charlie Brown si avvicina di soppiatto per calciare il pallone, ma Lucy glielo toglie facendolo scivolare come al solito e lo accoglie a casa.

## Produzione
Il film è parzialmente basato su una serie di strisce dei Peanuts originariamente pubblicate sui giornali nel febbraio 1966, anche se con un finale differente: Charlie Brown veniva subito eliminato dalla gara di spelling di classe per aver scritto male la parola "labirinto" (in originale "maze": "M-A-Y-S", mentre pensava al giocatore del baseball Willie Mays), confermando la previsione di Violet secondo cui si sarebbe reso ridicolo. Poi urlava frustrato alla maestra, che lo mandava nell'ufficio del preside (alcune gag di quella storia erano state utilizzate anche in Hai preso una cotta, Charlie Brown!).
La pellicola venne realizzata dallo stesso staff che aveva lavorato ai precedenti speciali TV dei Peanuts, capitanato dal regista Bill Melendez e Lee Mendelson in qualità di produttore. Phil Roman, uno degli animatori non accreditati, finirà in seguito per dirigere alcuni dei film e speciali televisivi della serie.
Diversi sfondi sono stati realizzati ad acquerello. Alcune scene del film fanno uso del rotoscopio, come la sequenza in cui Snoopy pattina sul ghiaccio. Altre sequenze, come la scena in cui viene suonato l'inno americano, sono influenzate dalla Pop art; mentre la scena surreale in cui Schroeder suona un brano di Beethoven ricorda invece Fantasia di Walt Disney. La sequenza dei titoli di coda dalle tinte psichedeliche, è invece molto probabilmente ispirata alle opere di Andy Warhol.
Il film segna inoltre l'ultima interpretazione di Charlie Brown da parte dell'attore bambino Peter Robbins, che l'aveva sempre doppiato fino ad allora.

## Colonna sonora
Il tema musicale principale Charlie Brown (A Boy Named Charlie Brown), scritto e interpretato in originale da Rod McKuen, è cantato in italiano da Johnny Dorelli e nell'edizione francese da Serge Gainsbourg. McKuen scrisse anche le canzoni Cerca guai (Failure Face) ed Evviva Charlie Brown (Champion Charlie Brown). Le tracce strumentali vennero composte da Vince Guaraldi e arrangiate da John Scott Trotter, che scrisse anche I Before E insieme a Bill Melendez.
Una colonna sonora con i dialoghi del film venne pubblicata dalla Columbia Masterworks nel 1970 con il titolo A Boy Named Charlie Brown: Selections from the Film Soundtrack. La prima versione esclusivamente musicale della colonna sonora è stata pubblicata su CD dalla Kritzerland Records nel 2017 in tiratura limitata di 1000 copie, con il titolo A Boy Named Charlie Brown: Original Motion Picture Soundtrack. In Italia fu pubblicato dalla CBS nel 1970 solo il singolo contenente tre delle quattro canzoni.

### Canzoni
1. Charlie Brown (A Boy Named Charlie Brown)
2. Cerca guai (Failure Face)
3. I Before E
4. Evviva Charlie Brown (Champion Charlie Brown)

## Distribuzione

### Date di uscita e titoli internazionali
- 25 novembre (in anteprima a New York) / 4 dicembre 1969 negli Stati Uniti
- 9 febbraio 1970 in Brasile (Um Garoto Chamado Charlie Brown)
- 23 settembre in Francia (Un petit garçon appelé Charlie Brown)
- 5 ottobre in Danimarca (Søren Brun og hans venner)
- 16 ottobre in Finlandia (Eläköön, Jaska Jokunen!)
- 29 ottobre in Italia
- 17 dicembre nei Paesi Bassi (Charle Brown en het Kleine Grut)
- 18 dicembre in Germania dell'Ovest (Charlie Brown und seine Freunde)
- 25 dicembre in Svezia (Snobben Karl å dom)
- 26 dicembre in Australia (A Boy Named Charlie Brown)
- 23 giugno 1971 nel Regno Unito (A Boy Named Charlie Brown)
- 2 luglio in Irlanda (A Boy Named Charlie Brown)
- 26 agosto ad Hong Kong
- 15 novembre in Argentina (Pandilla de Charlie Brown)
- 6 dicembre in Portogallo (Um Rapaz Chamado Charlie Brown)
- 9 dicembre in Uruguay (Carlitos y Snoopy)
- 23 settembre 1972 in Giappone (Sunūpī to Chārī)
- 1º gennaio 1990 in Ungheria (prima TV) (Barátom, Charlie Brown)

### Edizione Italiana
Il film arrivò nelle sale italiane il 29 ottobre 1970; il doppiaggio fu eseguito dalla C.D.C.  e i dialoghi sono a cura di Roberto De Leonardis per la società Royfilm, mentre il testo della canzone Charlie Brown è stato adattato da Daniele Pace.

### Edizioni home video
Il film è stato pubblicato in Italia in VHS nel 1987 da Panarecord su licenza CBS/Fox; la videocassetta fu riedita nel 1990 direttamente da CBS/Fox. Nel 2002 è stato distribuito da Paramount Home Entertainment nuovamente in VHS e per la prima volta in DVD, con il titolo Un bambino di nome Charlie Brown. Nel 2017 è stato riedito da Paramount in DVD. L'edizione pubblicata in DVD in Italia è tagliata di circa 8 minuti.

## Accoglienza
Il film fu ben accolto sia dalla critica (che ne lodò la fedeltà allo spirito dell'opera originale) che dal pubblico, incassando 12 milioni di dollari ai botteghini e venendo nominato agli Oscar del 1971 come Miglior colonna sonora, perdendo però contro Let It Be - Un giorno con i Beatles.

## Riconoscimenti
- 1971 – Premio Oscar
  - Nomination Miglior colonna sonora a Rod McKuen, John Scott Trotter, Bill Melendez, Al Shean e Vince Guaraldi